# 宋钦道
宋钦道（？—560年4月4日），广平郡列人县（今河北省肥乡区）人，北魏吏部尚书宋弁之孙、尚书郎宋纪之子。
宋钦道初为大将军主簿，典书记。后任黄门侍郎。齐文宣帝高洋令他在东宫教太子习事。当时郑子默以文学见称，备受皇帝的亲宠。宋钦道本来是文法吏，不识古今典故，一旦有疑惑的事情，一定询问郑子默。二人被两宫宠信，即使是诸王贵臣也都忌惮。宋钦道官至秘书监。560年，宋钦道与杨愔同时被诛杀，后来赠吏部尚书、赵州刺史。